# Франкель, Лео
Лео Франкель (венг. Leó Frankel; 25 февраля 1844, Обуда — 29 марта 1896, Париж) — деятель венгерского, французского и международного рабочего движения.

## Биография
Родился в Обуда-Уйлаконе (ныне часть Будапешта) в еврейской семье врача на судостроительной верфи. После четырёхклассного училища работал золотых дел мастером; ушёл от ювелира, к которому его отправили учиться ремеслу из-за грубого обращения хозяина. 
Познакомившись с творчеством социалистов-утопистов, Франкель, чьим героем юности был Лайош Кошут, рано присоединился к социалистическому движению. Эмигрировал из Венгрии в 1861 году, отправившись в Южную Германию, где впервые попал в рабочее движение, находился под влиянием идей Фердинанда Лассаля и сотрудничал в его газете «Sozial-demokrat». 
В конце 1867 года поселился во Франции, где работал ювелиром и был корреспондентом венской социал-демократической газеты «Volksstimme». Во Франции был одним из сопредседателей Парижской федерации Первого интернационала, отошёл от лассальянства и присоединился к группе левых прудонистов во главе с Эженом Варленом. Знакомство с Карлом Марксом в 1869 году в Лондоне повлекло переход Франкеля на сторону марксизма.
Принял активное участие в Парижском восстании 18 марта 1871 года и установлении Парижской коммуны. Став членом Коммуны от 13-го округа Парижа 26 марта 1871 года, занимал руководящие должности в её социально-экономическом и финансовом секторах. 29 марта вошёл в Комиссию труда, промышленности и обмена, с 20 апреля возглавлял её в качестве делегата (руководителя) и члена Исполнительной комиссии Коммуны. Введён в Комиссию финансов 5 апреля, руководил разработкой декретов по труду граждан и отдельных других социально-экономических актов Парижской коммуны.
Получив серьёзное ранение на баррикадах, в мае 1871 года покинул Францию и, избегая преследований версальских войск, бежал в Швейцарию. На родине был заочно приговорён контрреволюционным военным судом к высшей мере наказания — смертной казни. С августа 1871 находился в Лондоне, работая в Генеральном совете Первого интернационала на должности секретаря-корреспондента от рабочего движения Австро-Венгрии. Во внутренней полемике поддерживал Маркса и Энгельса в противовес анархистам, группировавшимся вокруг Бакунина. Осенью 1872 года Франкель, обвинённый в «сообщничестве с убийцами», был заочно приговорён французским 6-м Военным трибуналом к смертной казни, однако английские власти отказались выдать его, пока французы не предоставят доказательства его вины.
В 1876 году, находясь со специальным поручением от Интернационала в Вене, был схвачен австрийскими властями и передан венгерской королевской администрации. Пользуясь частичным ослаблением гонений, после своего освобождения в 1878 году провёл в Пеште с 106 делегатами социалистический конгресс за всеобщее избирательное право. Выступил в качестве главного инициатора создания первой левой венгерской партии рабочего класса, став одним из основателей Всеобщей рабочей партии, действовавшей в Венгрии в 1880—1890. 
В 1884 году, выйдя на свободу, поселился в Вене, некоторое время проработав корректором в «Wiener Allgemeine Zeitung» и сотрудничая в газете «Gleichheit» («Равенство»). В 1889 году вернулся в республиканскую Францию. Впоследствии сотрудничал во французской и немецкой социалистической печати. Был одним из организаторов Второго интернационала и присутствовал на первых трёх конгрессах международной организации. Был похоронен на парижском кладбище Пер-Лашез; его прах возвращён на родину, в Будапешт, в марте 1968 года.
Изображён на венгерской почтовой марке 1951 года.